# منتخب الصين لهوكي الحقل للرجال
منتخب الصين الوطني لهوكي الحقل للرجال هو ممثل الصين الرسمي في المنافسات الدولية في هوكي الحقل .